# Arne Dahl: De största vatten
Arne Dahl: De största vatten är en svensk miniserie i två delar från 2012 i regi av Tova Magnusson-Norling. Den bygger på Arne Dahls roman med samma namn och i rollerna ses bland andra Malin Arvidsson, Irene Lindh, Claes Ljungmark och Magnus Samuelsson.

## Handling
En afrikansk flykting som ska utvisas ur Sverige blir ihjälskjuten av en polis. Kerstin Holm får i uppdrag att förhöra polismannen som visar sig vara hennes före detta sambo. När förhöret tar en paus försvinner han spårlöst och samtidigt tar sig en inbrottstjuv in i en lägenhet där det ligger ett lik med ett självmordsbrev intill. Brevet leder i sin tur till två lik i en myr i Värmland. A-gruppen ser ett samband mellan händelserna.

## Rollista
- Malin Arvidsson – Kerstin Holm
- Irene Lindh – Jenny Hultin
- Claes Ljungmark – Viggo Norlander
- Shanti Roney – Paul Hjelm
- Magnus Samuelsson	– Gunnar Nyberg
- Matias Padin Varela – Jorge Chavez
- Vera Vitali – Sara Svenhagen
- Niklas Åkerfelt – Arto Söderstedt
- Pascal Andersson – Anders
- Sannamari Patjas – Astrid
- Peter Carlberg – Joakim Backlund
- Clara Wiberg – Charlotte
- Elin Wiberg – Charlotte
- Hilda Lundgren Ramsten – Eva Danielsson
- Tommy Andersson – Fyle
- Oskar Thunberg – Niklas Grundström
- Per Sandberg – Björn Hagman
- Frida Hallgren – Cilla Hjelm
- Nicklas Gustavsson – hotellägare
- Anna-Lena Hemström – Iris
- William Wahlstedt – Kani
- Marika Lindström	– Bea Lindblom
- Lars Lind – Thomas Lindblom
- Donald Högberg – Ernst Ludvigsson
- Henrik Norlén – Dag Lundmark
- Gerd Hegnell – Eivor Lundmark
- Marika Holmström – läkare 3
- Kodjo Akolor – Modisane
- Björn Starrin – Sverker Molund
- David Nzinga – Ngugi Ogot
- Nadja Hussein Johansen – polis 1
- Calle Jacobson – polis 2
- Cesar Sarachu – Aram Razai
- Kalle Westerdahl – Roger Rikardsson
- Malin Halland	– Rigmor Sjöberg
- Simon J. Berger – Skarlander
- Claes Hartelius – Brynolf Svenhagen
- Anu Sinisalo – Anja Söderstedt
- Karolina Magnell – Mikaela Söderstedt
- Stephen Lwanga Kabuubi – Wadu
- Jonas Lundgren – Bröllopsfotograf

## Om serien
Serien producerades av Ulf Synnerholm och Martin Cronström och fotades av Victor Davidson. Den klipptes av Petra Ahlin och Sebastian Amundsen och musiken komponerades av Niko Röhlcke. Serien utkom på DVD den 22 februari 2012 och visades senare samma år i Sveriges Television med start den 18 november.